# Театр в Курионе
Театр в Курионе — античный театр, одна из главных достопримечательностей среди сохранившихся развалин греческого города Курион.
Театр Куриона возвели греки во II в. до н. э. Первоначально это было относительно небольшое сооружение, вся конструкция состояла из массивных блоков известняка и была обращена к морю (как и в большинстве прибрежных городов). На сцене ставили классические пьесы: Эсхила, Софокла, Еврипида, Аристофана и других авторов.
В 77 году нашей эры город был разрушен землетрясением; пострадал и театр. Вскоре его восстановили, украсили (в том числе колоннами) и расширили. Теперь он вмещал примерно 3500 зрителей и служил не только для представления пьес, но и для собраний. В начале III века театр превратили в арену для гладиаторских боев, но к концу века вернули первоначальное назначение.
В 365 году постройку полностью разрушило землетрясение, потом здание забросили и разворовали. В V веке каменное сооружение превратили в каменоломню. Большинство зрительских мест, украшения проходов, великолепная конструкция сцены и удивительная колоннада исчезли.
Найденный в 1949—50 годах театр восстановили в 1961 году. Несмотря на то что ему не хватает былого величия, он вполне функционален. В наше время в летние месяцы тут устраивают представления греческих трагедий.